# Davis Racing
Davis Racing foi uma equipe norte-americana de automobilismo fundada por Gerald Davis, que realizou duas temporadas na extinta CART (futura Champ Car). Sua sede localizava-se na cidade de Midland, no Texas.
Em 1997, Gerald Davis comprou o espólio da equipe Hall Racing, onde chegou a trabalhar como engenheiro de motores, e em sua primeira temporada como chefe de equipe, contratou o brasileiro Gualter Salles, que teve desempenho razoável com um conjunto Reynard-Ford, um dos piores do grid: marcou dez pontos e garantiu o segundo lugar na disputa de melhor novato, perdendo para o canadense Patrick Carpentier. A melhor posição dele (e da equipe) foi um sétimo lugar no GP de Laguna Seca.
Para 1998, a Davis dispensa Gualter e contrata o alemão Arnd Meier, que havia corrido algumas provas de 1997 na equipe Project Indy. Correndo com um Lola-Ford #77 amarelo, patrocinado pela cerveja Hasseröder, Meier conquistou apenas quatro pontos, no GP de Elkhart Lake, ficando em 25º lugar na tabela de pontuação.
Especulava-se a participação da equipe na temporada de 1999 da CART, novamente com Arnd Meier, mas a Davis, em crise financeira, decidiu encerrar sua passagem pela categoria.